# Lechowie herbu Dołęga

Herb Dołęga

Lechowie herbu Dołęga – polski ród szlachecki, wywodzący się z ziemi żytomierskiej w województwie kijowskim i w guberni wołyńskiej.

## Tytuły szlacheckie
Od dawna Lechowie używali herbu Dołęga i posiadali wszystkie przywileje szlacheckie. Teodor Lech został zatwierdzony w przywileju szlacheckim orzeczeniem Wołyńskiego Szlacheckiego Zgromadzenia Deputowanych w 1831 roku (pod nr 24), w 1832 roku (pod nr 1343 i 4701) i 1834 roku (pod nr 903). Dowody szlachectwa Lechów herbu Dołęga pojawiają się też w części szóstej Księgi Starożytnej Szlachty Guberni Wołyńskiej pod nr 114 (ok. 1890 roku).

## Historia
Andrzej Trębacz Lech urodził się w połowie XVI wieku. W książce Herby Rycerztwa Polskiego „ojca heraldyki polskiej” Bartosza Paprockiego (1584) odnotowano zasługi Andrzeja Trębacza Lecha dla króla Stefana Batorego:
Pode Pskowem roku 1582, gdy już obaczyli dziurę w murze niemałą, którą przez dwa dni z dział strzelając pilnie uczynili, tam wszystko rycerstwo poczęło się do szturmu ochotnie napierać, niechcąc utraty próżnej prochów psować, którego o male być baczyli, a po insze do Polski daleko słać było, bo Ostrowa dobywając wiele go wypsowano. Owa na szczęście w jednę dziurę Polacy, do drugiej się Węgrzy obrócili. Tam ten Pieniążek kawaler, mając chorągiew białą, krzyż na niej, według zwyczaju rycerzów jerozolimskich, k’woli królowi panu swemu i sławie nieśmiertelnej, jako bywalszy prostym serca dodawając, wezbrał się przed nimi na mury do onej dziury. O czem słysząc w drugich rotach rycerstwo, chętliwie się z nim nagotowali. A tych ja tu imiona jako je wiedzieć mogę krótko wspomnię. A naprzód ci, którzy byli własnymi sługami króla jego mości: Stanisław Międzychocki i brat jego rodzony Łukasz. Wojciech Sobieski samotrzeć, Matyaszek i Czechowski słudzy jego. Marka Sobieskiego słudzy dwa. Drzemlik z domu Wręby. Gdeszyński Chrzysztof z domu Gozdawa. Pithowski z domu Nowina. Andrzej Trębacz Lech. Jan Kopaczowski postrzelon. Kłodnicki. Chodorowski. Stryjowski, słudzy jego dwa. Stanisław Słotwiński. Puszkarz.
Antoni Lech herbu Dołęga, najstarszy dobrze udokumentowane przodek istniejącej rodziny, urodził się ok. 1640 r., za czasów Władysława IV Wazy. Syn Antoniego, Marcin Lech, urodził się ok. 1660 r. za panowania Jana II Kazimierza. Syn Marcina, Antoni Lech, urodził się ok. 1680 r.; w 1714 r. wraz z żoną Marią kupił za sumę 27 000 złotych od chorążego wojsk polskich Szymona Zajączkowskiego herbu Tarnawa część wsi Horoszek koło Żytomierza. W 1727 r. Antoni Lech otrzymał od ojca jego drugiej żony też część wsi Wołosów. Syn Antoniego, Stanisław Lech, urodził się w 1707 r.
Syn Stanisława, Michał, urodził się w 1758 roku. W małżeństwach z Barbarą i Roksaną miał trzech synów: Teodora, Stefana i Józefa.
Maciej Lech, syn Teodora i wnuk Stanisława, urodził się w 1838 r. w Gorbaczach i dorastał na Wołyniu w patriotycznym środowisku. Po wybuchu powstania styczniowego dołączył się do młodzieży szlacheckiej biorącej udział w ruchu konspiracyjnym i walkach powstańczych na Wołyniu. Raniony w bitwie pod Moskalówką 17 maja 1863 r., został uwięziony i był przesłuchiwany przez naczelnika owruckiej Policji. Za udział w powstaniu otrzymał karę pięciu lat ciężkich robót na Syberii. W 1868 r. został uwolniony, natomiast zabroniono mu powrotu do Wołynia; w końcu osiedlił się w Irkucku. Na jego ślubie z Heleną Brydycką w 1871 r. był m.in. przyjaciel rodziny Józef Kalinowski, później karmelita i błogosławiony. Maciej i Helena mieli czternaścioro dzieci. Po rewolucji bolszewickiej w 1921 r. Maciej wraz z rodziną postanowił wrócić do Polski, jednak zmarł podczas podróży w szpitalu w Moskwie. Jako powstaniec styczniowy ma tablicę pamiątkową w Cmentarzu Wojskowym na Powązkach w Warszawie.
Stanisław Walenty Lech, pierworodny syn Macieja i Heleny, urodził się w 1872 r. w Irkucku. Po ślubie z Wierą Nowak teściem Stanisława był Borys Nowak, właściciel sklepu z damską odzieżą w prestiżowym kompleksie „Złoty róg” w Władywostoku. Pierwotnie Stanisław prowadził karierę wojskową, służąc jako podporucznik w jednostce w Słowiance. Później zajmował stanowiska: asesora kolegialnego w kancelarii generała-gubernatora Kraju Przymorskiego we Władywostoku; naczelnika powiatu Wysp Komandorskich (odpowiadającego stopniowi p. pułkownika armii); naczelnika powiatu pietropawłowskiego na Kamczatce podczas wojny rosyjsko-japońskiej oraz radcy kolegialnego (odpowiadającego stopniowi pułkownika) w Pietropawłowsku. Po abdykacji cara Mikołaja II w 1917 r. Stanisław Lech ułatwił pokojowe przekazanie władzy w Pietropawłowsku komisarzowi i razem z rodziną odpłynął prawdopodobnie do Władywostoku. Wraz z rodziną został zabity w 1920 r. w Nikołajewsku nad Amurem.